# Lidokain

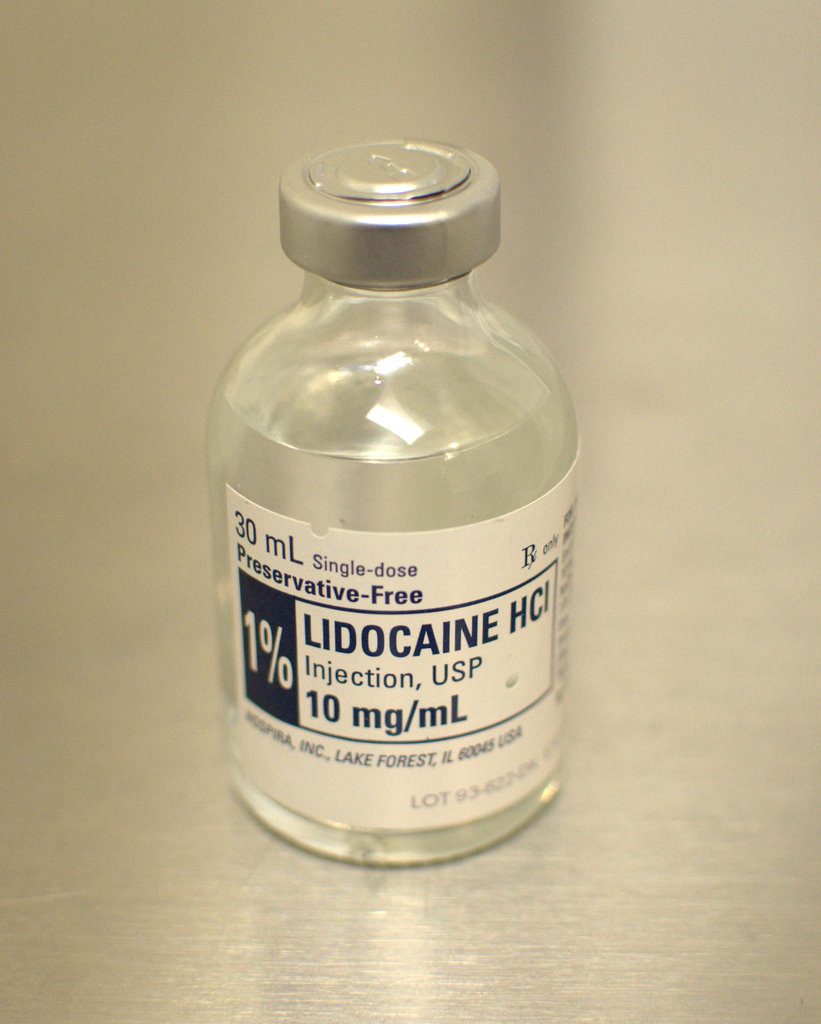
En flaska lidokain.

Strukturformel för lidokain.

Lidokain, 2-(dietylamino)-N-(2,6-dimetylfenyl)acetamid, är en aktiv substans i läkemedel, bland annat Xylocain, Xylocain adrenalin och EMLA. Lidokain är ett lokalbedövningsmedel som kan användas för smärtlindring av sår och sprickor i hud, smärtor i munhåla och som lokalbedövning av nerver i huden och ryggmärgskanalen vid kirurgiska ingrepp. Lidokain används även för behandling av allvarliga hjärtrytmrubbningar och vid långvariga epileptiska anfall. Som andra bedövningsmedel där efterledet av ordet är -cain/-kain, har medlet syntetiserats med den kemiska strukturen för kokain som modell.

## Historik
Lidokain uppfanns i början av 1940-talet av kemisterna Nils Löfgren och Bengt Lundqvist på Stockholms högskola. År 1943 sålde de rättigheterna till lokalbedövningsmedlet till Astra för 15 000 kronor plus fyra procent royalty på försäljningen i 17 år. De hade först vänt sig till läkemedelsföretagen Leo och Pharmacia, men dessa hade avböjt erbjudandet.
Förvärvet av rättigheterna till lidokain brukar betecknas som den viktigaste händelsen i Astras historia. Astra döpte medlet till Xylocain genom att kombinera namnet på den viktigaste beståndsdelen, xylidine, med efterleden -cain. Det lanserades 1948, så snart patentet beviljats, och marknadsfördes främst som lokalbedövningsmedel för tandläkare,  och blev en stor internationell framgång, inte minst i USA. Redan 1954 hade påven Pius XII behandlats för hicka med Xylocain, och medlet fick stor publicitet 1960 när USA:s president Eisenhower behandlades för sina hjärtproblem med det.. Under 1950- och 1960-talen utgjorde försäljningen av Xylocain i USA en stor del av Astras vinst och betalade för bolagets fortsatta forskning, som så småningom resulterade i ytterligare två nya stora internationella framgångar: hjärt/kärl-medlet Seloken på 1970-talet, och magsårsmedlet Losec i slutet på 1980-talet.
År 2001, två år efter att Astra slagits ihop med brittiska Zeneca, sålde Astra Zeneca tillverkningsrätten av Xylocain för tandvård till amerikanska Dentsply för 1,3 miljarder kronor, medan man behöll äganderätten till varumärket samt tillverkningen av Xylocain för medicinska ändamål.
2016 sålde Astra Zeneca rättigheterna av Xylocain utanför USA till Aspen. 

## Varianter
I Xylocain adrenalin används lidokain tillsammans med adrenalin. Detta är ett av de vanligaste bedövningsmedel som används av tandläkare i Sverige. Det är populärt då det med adrenalininnehållet gör att bedövningens verkningstid förlängs på grund av adrenalinets vasokonstriktoreffekt – lidokainet förs ej bort lika fort med blodbanan. Denna effekt kan även bidra till mindre blödning.
EMLA är en bedövningskräm som innehåller en blandning av 2,5 % lidokain och 2,5 % prilokain. Den används exempelvis av tandläkare på barn så att de slipper känna nålsticket vid bedövning och på motsvarande sätt på sjukhus vid sättning av perifer venkateter till exempel på barn. Krämen underlättar vid sprutfobi.
Versatis är ett lidokainplåster med indikationen symptomlättnad av neuropatisk smärta orsakad av tidigare herpes zoster-infektion (postherpetisk neuralgi, PHN) hos vuxna. Plåstret får inte användas på inflammerad eller skadad hud, exempelvis aktiva herpesblåsor, atopisk dermatit eller skador. Avseende eventuell överkänslighet, se FASS. Dock subventioneras plåstret endast för patienter som inte tolererar eller inte får tillräcklig smärtlindrande effekt av antingen amitriptylin eller gabapentin.